# محمد أوفقير
الجنرال محمد أوفقير (14 مايو 1920 – 16 أغسطس 1972) هو ضابط عسكري وسياسي مغربي، شغل منصب وزير الدفاع ووزير الداخلية في المملكة المغربية وكان اليد اليمنى للملك محمد الخامس ثم الحسن الثاني بين عامي 1940 و1972. في 16 أغسطس 1972 قام بمحاولة انقلاب فاشلة ضد الملك الحسن الثاني، تم إعدامه[بحاجة لمصدر] والانتقام من أسرته حيث اعتقلت عائلته لمدة 20 عامًا بعد قضاء أربعة أشهر في الإقامة الجبرية في منزلهم في الرباط سجنت العائلة بأكملها، الوالدة فاطمة وأولادها الستة وذلك في 24 ديسمبر 1972. ويُتهم بأنه قام بمجازر عديدة ضد المعارضين، وقتل المعارض المهدي بن بركة.

## سيرة حياته
ولد بقرية عين الشعير، لم يتمكن من ولوج المدرسة في سن مبكرة، بدأ تعليمه في منطقة بودنيب وعمره 16 سنة، تابع تمدرسه بــ «كوليج» أزرو (طارق بن زياد)، وكان الوحيد بين إخوته 16 الذي بلغ هذا المستوى من التحصيل. ثم التحق بالمدرسة العسكرية بمكناس.
والتحق بالجيش الفرنسي، وبدأ مشواره كقناص في صفوف الجيش الفرنسي، وتأقلم في الحرب العالمية الثانية، سيما بإيطاليا والحرب الهندوصينية الأولى، حيث كان أدائه رائعًا. ثم بات مساعدا قريبا لأربعة مقيمين عامين فرنسيين بالمغرب وبعد استقلال المغرب تسلق بسرعة إلى قمة السلطة والنفوذ، حيث عمل مرافقًا للملك محمد الخامس، فرئيسًا للأمن ثم وزيرًا للداخلية فوزيرًا للدفاع (آخر وزير للدفاع بالمغرب). وقد كان قاسيًا في ردع الاستقلالين وسكان الريف واليسار المغربي عمومًا. وينسب إليه كذلك تورطه في اغتيال المهدي بن بركة بإذن من الملك.
قبل تعيينه على رأس الأمن الوطني لم يكن أوفقير قد عمل سابقاً في أي إدارة للاستعلامات والتوثيق، ولا في مصلحة للأمن، وكانت رتبته في «مصلحة التوثيق الخارجي» الفرنسية هي عميل مصدر للمعلومات في مكاتب المقيم العام بالمغرب تم تعيينه في تلك الرتبة في الفترة ما بين 1948 - 1949. في يوليو 1960 تم تعيين العقيد محمد أوفقير مديراً عاماً للأمن الوطني خلفاً لمحمد الغزاوي. كان أوفقير قد خدم في الجيش الفرنسي وعمل في «مصلحة التوثيق الخارجي ومحاربة التجسس» الفرنسية، وبعد عودة الملك محمد الخامس من منفاه عام 1955 أصبح قريبًا من الملك وواحداً من محيط القصر،
في أغسطس 1964 رقي إلى رتبة جنرال ووزير للداخلية خلفاً لأحمد رضا أكديرة، مع بقائه محتفظاً في ذات الوقت بإدارة الأمن الوطني ورئاسة «الكاب1» وبهذه المهام والمسؤوليات التي اجتمعت له أصبح أوفقير في الواقع الرجل الثاني في الدولة، مباشرة بعد الملك الحسن الثاني،

## اغتيال بن بركة
طلب وزير الداخلية المغربي الجنرال محمد أوفقير في سنة 1965 مساعدة الموساد في إسكات المهدي بن بركة، زعيم المعارضة المغربية في المنفى. واتفق مع الجنرال مائير عاميت، في أكتوبر 1965، فتم استدراج بن بركة عبر الحدود من سويسرا إلى فرنسا حيث اختطفه عملاء الاستخبارات واقتادوه إلى منزل أحد أعضاء العصابات الفرنسية، حيث قتل ودفنت جثته. نفى أميت علاقته بالاغتيال، لكن الرئيس الفرنسي شارل ديغول كان غاضبًا ومصممًا على وضع حد لنشاط الموساد على الأراضي الفرنسية.
رفض أوفقير اتهامه باغتيال بن بركة بل اتهم الملك الحسن الثاني بذلك وادّعى أن محاولة الانقلاب التي قام بها هي لإظهار الحقيقة كما نشرت «الأحداث المغربية» في عددها ليوم 21 فبراير تحت عنوان: «التفاصيل الكاملة لمحاولة الانقلاب الفاشلة لـ16 أغسطس 1972» من خلال تسجيل نادر لاستنطاق محمد آيت قدور في سنة 1972 للضابط السابق أحمد الرامي.
حيث يظهر من التسجيلات الصوتية أن أوفقير قد قرر أن أول شيء سيفعله لو نجحت محاولته الانقلابية ضد طائرة الحسن الثاني، هو تبرئة نفسه أمام الشعب المغربي من تهمة قتل ابن بركة والكشف عن المسؤولين الحقيقيين عن هذه الجريمة. يقول بصدد هذا الموضوع: » وعندي كل التسجيلات الصوتية وكل الوثائق في خزينتي التي تثبت الإشراف الكامل للملك وللعقيد الدليمي على عملية اغتيال ابن بركة وسأعلن في المستقبل كل ما عندي من أسرار للحقيقة والتاريخ «. بل إن أوفقير، عكس ما ينسب إليه من مسؤولية في مقتل ابن بركة، هو الذي نصح هذا الأخير باللجوء إلى الخارج عندما علم أن قرارا قد اتخذ لتصفيته: » أنا الذي نصحت المهدي بن بركة باللجوء إلى الخارج لأنني شعرت أن الملك بدأ يتآمر عليه «. ولا شك أن النظام كان عبقريًا وذكيًا جدا في استفادته إلى أبعد الحدود من مسألة اغتيال ابن بركة. فبمقتل هذا الأخير، تخلص النظام من خصمين في نفس الوقت: تخلص من ابن بركة وتخلص في نفس الآن من أي خطر قد يجيء من أوفقير بعد أن ألصقت بهذا الأخير تهمة اغتيال ابن بركة.

## وفاته
هناك عدة روايات وإشاعات متضاربة حول وفاة الجنرال أوفقير ومن بينها:
- أُشيع في اليوم التالي لوفاته أنه سلم نفسه للملك الحسن الثاني وقام بالانتحار مطلقا الرصاص على نفسه من مسدسه الشخصي وهو في غاية الندم.
- يُشاع أيضا أن بعد وصول أوفقير للقصر الملكي من أجل مقابلة الملك، اعترضت طريقه داخل القصر والدة الملك وهي في شدة الغضب لتقوم بأخذ المسدس الشخصي لأوفقير وإفراغه في صدره.

## روابط خارجية
- محمد أوفقير على موقع الموسوعة البريطانية (الإنجليزية)
- محمد أوفقير على موقع مونزينجر (الألمانية)